# Cantone di Faverges
Il Cantone di Faverges è un cantone francese dell'arrondissement di Annecy.
A seguito della riforma approvata con decreto del 13 febbraio 2014, che ha avuto attuazione dopo le elezioni dipartimentali del 2015, è passato da 10 a 27 comuni. Dal 1º gennaio 2016 i comuni si sono ridotti a 24 per effetto di tre fusioni.

## Composizione
I 10 comuni facenti parte prima della riforma del 2014 erano:
- Chevaline
- Cons-Sainte-Colombe
- Doussard
- Faverges
- Giez
- Lathuile
- Marlens
- Montmin
- Saint-Ferréol
- Seythenex

Dal 2015 i comuni appartenenti al cantone sono passati a 27, ridottisi poi a 24 dal 1º gennaio 2016 per effetto delle fusioni dei comuni di Faverges e Seythenex nel nuovo comune di Faverges-Seythenex, Marlens e Cons-Sainte-Colombe nel nuovo comune di Val-de-Chaise e Talloires e Montmin nel nuovo comune di Talloires-Montmin:
- Alex
- La Balme-de-Thuy
- Bluffy
- Le Bouchet-Mont-Charvin
- Chevaline
- Les Clefs
- La Clusaz
- Dingy-Saint-Clair
- Doussard
- Entremont
- Faverges-Seythenex
- Giez
- Le Grand-Bornand
- Lathuile
- Manigod
- Menthon-Saint-Bernard
- Saint-Ferréol
- Saint-Jean-de-Sixt
- Serraval
- Talloires-Montmin
- Thônes
- Val-de-Chaise
- Veyrier-du-Lac
- Les Villards-sur-Thônes